# Schöner Blaustern
Der Schöne Blaustern (Scilla amoena), auch Schöne Sternhyazinthe genannt, gehört zur Familie der Spargelgewächse (Asparagaceae). Diese vermutlich aus Westasien stammende Pflanzenart gehört in Mitteleuropa zu den Neophyten.

## Merkmale
Der Schöne Blaustern ist eine ausdauernde krautige Zwiebelpflanze, die Wuchshöhen von 15 bis 25 Zentimeter erreicht. Die ein bis drei Stängel sind kantig und zusammengedrückt. Die meist vier bis fünf (selten drei), grundständigen, hellgrünen, länglichen Laubblätter sind unten oft rötlich, 20 bis 30 Zentimeter lang und 1,2 bis 1,8 Zentimeter breit. 
Die meist vier bis sechs (selten ab ein bzw. bis 15) Blüten stehen in einem lockeren traubigen Blütenstand zusammen. Die Deckblätter sind 1 bis 2 Millimeter lang. Die unteren Blütenstiele sind 10 bis 20 Millimeter lang. Die Blüten sind aufrecht stehenden und sternförmig ausgebreitet. Die Blütenhüllblätter sind hellblau und haben einen dunklen Mittelnerv, am Grund sind sie weißlich. Ihr Inneres ist dunkler blau. Sie sind 10 bis 12 Millimeter lang und 4 bis 5 Millimeter breit. Die Samen sind mehr oder weniger kugelig und weisen einen Durchmesser von 3 Millimeter auf. Ein Ölkörper ist nicht vorhanden.
Die Blütezeit reicht von März bis Mai.
Die Chromosomenzahl beträgt 2n = 12.

## Ökologie
Es findet Insekten- oder Selbstbestäubung statt. Die Samen werden durch Ameisen verbreitet (Myrmekochorie).

## Vorkommen
Der Schöne Blaustern stammt vermutlich aus der Nord-Türkei. Er wurde in Frankreich, auf dem Balkan, in Rumänien und lokal auch in Mitteleuropa (in Bayern, am Bodensee, in der Steiermark und in Schlesien) in Gärten, Parkwiesen und frischen Laubmischwäldern eingebürgert.

## Nutzung
Der Schöne Blaustern wird zerstreut als Zierpflanze in Rabatten, Umrandungen und Steingärten genutzt. Früher wurde er häufiger kultiviert. Er ist eine alte Zierpflanze des Orients.